# Gebänderte Venusmuschel
Die Gebänderte Venusmuschel (Clausinella fasciata) ist eine im Meer lebende Muschel-Art aus der Familie der Venusmuscheln (Veneridae). Es ist die Typusart der Gattung Clausinella Gray, 1851.

## Merkmale
Das gleichklappige, eher abgeflachte Gehäuse ist im Umriss annähernd dreieckig; es wird bis 26 mm lang. Es ist ungleichseitig, die prominenten, nach vorne zeigenden Wirbel sitzen vor der Mittellinie. Der vordere Dorsalrand ist deutlich konkav gekrümmt, der hintere Dorsalrand ist dagegen leicht konvex gebogen. Der Ventralrand ist gut gerundet. Der innere Gehäuserand ist sehr fein gekerbt. Das Schloss besteht aus drei Hauptzähnen in jeder Klappe. Seitenzähne sind keine vorhanden. Die Lunula ist flach und lanzett- oder herzförmig, aber nicht sehr deutlich abgesetzt. Die große, schmale Area ist elliptisch und erreicht fast das Hinterende. Das eingesenkte Ligament erstreckt sich auf etwa einem Drittel des hinteren Dorsalrandes. Die zwei Schließmuskeln sind annähernd gleich groß und deutlich umrissen. Die Mantellinie ist flach U-förmig eingebuchtet.
Die Schale ist dick und festschalig. Die Ornamentierung besteht aus wenigen (um 10 bis 15) randparallelen Lamellen oder Wülsten mit feinen Anwachsstreifen dazwischen. Die Oberfläche ist sehr variabel gefärbt, von weißlich, gelblich, violett oder lila, auch bräunlich und rötlich, gelegentlich mit etwas dunkleren Bändern, Linien, Strahlen, Streifen oder Flecken auf hellerem Grund. Das Periostracum ist dünn und matt glänzend. Innen ist die Schale weiß, gelegentlich violett getönt.
Der Mantelrand ist rötlich mit weißlichen Fransen. Die kurzen, gelblichen Siphonen sind bis auf die Spitzen miteinander verwachsen. An den Spitzen sind sie mit weißlichen Fransen versehen.
Der dicke, weißliche Fuß ist lanzettförmig.

## Ähnliche Arten
Die Raue Venusmuschel (Venus verrucosa) hat zahlreiche, randparallele Wülste, die warzig unterbrochen sind. Circomphalus casina hat noch deutlich kräftigere randparallele Wülste und Rippen.

## Geographische Verbreitung, Lebensraum und Lebensweise
Das Verbreitungsgebiet der Gebänderten Venusmuschel erstreckt sich von Nordnorwegen bis ins Mittelmeer und zu den Kanarischen Inseln.
Sie lebt in groben, sandigen Kiesböden oder Sandböden von etwa 6 bis in 110 Meter Wassertiefe. Sie gräbt flach in diesen Böden.

## Taxonomie
Das Taxon wurde 1778 von Emanuel Mendez da Costa als Pectunculus fasciatus aufgestellt. Es ist die Typusart der Gattung Clausinella Gray, 1851. MolluscaBase verzeichnet eine ganze Reihe von Synonymen: Venus brongniartii Payraudeau, 1826, Ortygia costata T. Brown, 1827, Venus biradiata Risso, 1826, Venus busschaerdi Requien, 1848, Venus decipiens Hanley, 1845, Venus duminyi Requien, 1848, Venus fasciata var. lilacina Bucquoy, Dautzenberg & Dollfus, 1893, Venus fasciata var. raricostata Jeffreys, 1864, Venus fasciata var. rudis Bucquoy, Dautzenberg & Dollfus, 1893, Venus fasciata var. zigzag Bucquoy, Dautzenberg & Dollfus, 1893, Venus paphia Montagu, 1803, Venus phliippiae Requien, 1848 und Venus scalaris Bronn, 1832.

## Belege

### Online
- Marine Bivalve Shells of the British Isles: Clausinella fasciata (da Costa, 1778)  (Website des National Museum Wales, Department of Natural Sciences, Cardiff)
- Marine Species Identification Portal: Clausinella fasciata (da Costa)
- Clausinella fasciata (da Costa, 1778) Conchological Society of Great Britain and Ireland (abgerufen am 17. Mai 2017).